# Лацарети (Виченца)
Лацарети је насеље у Италији у округу Виченца, региону Венето.
Према процени из 2011. у насељу је живело 41 становника. Насеље се налази на надморској висини од 1097 м.